# Abryna coenosa
Abryna coenosa es una especie de escarabajo longicornio del género Abryna, subfamilia Lamiinae. Fue descrita científicamente por Newman en 1842.
Se distribuye por China y Vietnam. Mide 15,75-24 milímetros de longitud.